# Copa del Món de Futbol de 2018 - Segona fase
La segona fase de la Copa del Món de Futbol de 2018 és la fase final de la competició, després de la fase de grups. Els dos primers equips de cada grup (16 en total) es classifiquen per la segona fase, disputada a eliminació directa i a partir dels vuitens de final. Els dos perdedors de les semifinals jugaran un partit pel tercer lloc.
Si un partit està empatat al final del temps reglamentari, es juga una pròrroga de 30 minuts (dues parts de 15 minuts) i si al final d'aquesta el final prossegueix, es juga una tanda de penals per determinar el guanyador de l'eliminatòria. Per primera vegada en una Copa del Món de la FIFA, si es juga una pròrroga es permetrà una quarta substitució addicional per bàndol.
Començarà el 30 de juny amb els vuitens de final i s'acabarà el 15 de juny amb la final, a l'Estadi Lujniki de Moscou. Tots els horaris són a hora local.

## Equips classificats
Els dos millors equips de cada grup es classifiquen per vuitens de final.
| Grup | Primer   | Segon      |
| ---- | -------- | ---------- |
| A    | Uruguai  | Rússia     |
| B    | Espanya  | Portugal   |
| C    | França   | Dinamarca  |
| D    | Croàcia  | Argentina  |
| E    | Brasil   | Suïssa     |
| F    | Suècia   | Mèxic      |
| G    | Bèlgica  | Anglaterra |
| H    | Colòmbia | Japó       |

## Quadre
|  | Vuitens de final             | Vuitens de final  |                              |       | Quarts de final | Quarts de final |                            |                            | Semifinals | Semifinals |  |  | Final | Final |
|  |                              |                   |                              |       |                 |                 |                            |                            |            |            |  |  |       |       |
|  | 30 juny – Sotxi              |                   |                              |       |                 |                 |                            |                            |            |            |  |  |       |       |
|  |                              |                   |                              |       |                 |                 |                            |                            |            |            |  |  |       |       |
|  | Uruguai                      | 2                 |                              |       |                 |                 |                            |                            |            |            |  |  |       |       |
|  | Uruguai                      | 2                 | 6 juliol – Nijni Novgorod    |       |                 |                 |                            |                            |            |            |  |  |       |       |
|  | Portugal                     | 1                 |                              |       |                 |                 |                            |                            |            |            |  |  |       |       |
|  | Portugal                     | 1                 | Uruguai                      | 0     |                 |                 |                            |                            |            |            |  |  |       |       |
|  | 30 juny – Kazan              |                   | Uruguai                      | 0     |                 |                 |                            |                            |            |            |  |  |       |       |
|  |                              | França            | 2                            |       |                 |                 |                            |                            |            |            |  |  |       |       |
|  | França                       | França            | 2                            | 4     |                 |                 |                            |                            |            |            |  |  |       |       |
|  | França                       |                   | 10 juliol – St. Petersburg   | 4     |                 |                 |                            |                            |            |            |  |  |       |       |
|  | Argentina                    | 3                 |                              |       |                 |                 |                            |                            |            |            |  |  |       |       |
|  | Argentina                    | 3                 | França                       | 1     |                 |                 |                            |                            |            |            |  |  |       |       |
|  | 2 juliol – Samara            |                   | França                       | 1     |                 |                 |                            |                            |            |            |  |  |       |       |
|  |                              | Bèlgica           | 0                            |       |                 |                 |                            |                            |            |            |  |  |       |       |
|  | Brasil                       | Bèlgica           | 0                            | 2     |                 |                 |                            |                            |            |            |  |  |       |       |
|  | Brasil                       | 6 juliol – Kazan  |                              | 2     |                 |                 |                            |                            |            |            |  |  |       |       |
|  | Mèxic                        | 0                 |                              |       |                 |                 |                            |                            |            |            |  |  |       |       |
|  | Mèxic                        | 0                 | Brasil                       | 1     |                 |                 |                            |                            |            |            |  |  |       |       |
|  | 2 juliol – Rostov del Don    |                   | Brasil                       | 1     |                 |                 |                            |                            |            |            |  |  |       |       |
|  |                              | Bèlgica           | 2                            |       |                 |                 |                            |                            |            |            |  |  |       |       |
|  | Bèlgica                      | Bèlgica           | 2                            | 3     |                 |                 |                            |                            |            |            |  |  |       |       |
|  | Bèlgica                      |                   | 15 juliol – Moscou (Lujniki) | 3     |                 |                 |                            |                            |            |            |  |  |       |       |
|  | Japó                         | 2                 |                              |       |                 |                 |                            |                            |            |            |  |  |       |       |
|  | Japó                         | 2                 | França                       | 4     |                 |                 |                            |                            |            |            |  |  |       |       |
|  | 1 juliol – Moscou (Lujniki)  |                   | França                       | 4     |                 |                 |                            |                            |            |            |  |  |       |       |
|  |                              | Croàcia           | 2                            |       |                 |                 |                            |                            |            |            |  |  |       |       |
|  | Espanya                      | Croàcia           | 2                            | 1 (3) |                 |                 |                            |                            |            |            |  |  |       |       |
|  | Espanya                      | 7 juliol – Sotxi  |                              | 1 (3) |                 |                 |                            |                            |            |            |  |  |       |       |
|  | Rússia (p.)                  | 1 (4)             |                              |       |                 |                 |                            |                            |            |            |  |  |       |       |
|  | Rússia (p.)                  | 1 (4)             | Rússia                       | 2 (3) |                 |                 |                            |                            |            |            |  |  |       |       |
|  | 1 juliol – Nijni Novgorod    |                   | Rússia                       | 2 (3) |                 |                 |                            |                            |            |            |  |  |       |       |
|  |                              | Croàcia (p.)      | 2 (4)                        |       |                 |                 |                            |                            |            |            |  |  |       |       |
|  | Croàcia (p.)                 | Croàcia (p.)      | 2 (4)                        | 1 (3) |                 |                 |                            |                            |            |            |  |  |       |       |
|  | Croàcia (p.)                 |                   | 11 juliol – Moscou (Lujniki) | 1 (3) |                 |                 |                            |                            |            |            |  |  |       |       |
|  | Dinamarca                    | 1 (2)             |                              |       |                 |                 |                            |                            |            |            |  |  |       |       |
|  | Dinamarca                    | 1 (2)             | Croàcia (pr.)                | 2     |                 |                 |                            |                            |            |            |  |  |       |       |
|  | 3 juliol – St. Petersburg    |                   | Croàcia (pr.)                | 2     |                 |                 |                            |                            |            |            |  |  |       |       |
|  |                              | Anglaterra        | 1                            |       | Tercer lloc     | Tercer lloc     |                            |                            |            |            |  |  |       |       |
|  | Suècia                       | Anglaterra        | 1                            | 1     | Tercer lloc     | Tercer lloc     |                            |                            |            |            |  |  |       |       |
|  | Suècia                       | 7 juliol – Samara | 7 juliol – Samara            | 1     |                 |                 | 14 juliol – St. Petersburg | 14 juliol – St. Petersburg |            |            |  |  |       |       |
|  | Suïssa                       | 7 juliol – Samara | 7 juliol – Samara            | 0     |                 |                 | 14 juliol – St. Petersburg | 14 juliol – St. Petersburg |            |            |  |  |       |       |
|  | Suïssa                       | Suècia            | 0                            | 0     | Bèlgica         | 2               |                            |                            |            |            |  |  |       |       |
|  | 3 juliol – Moscou (Otkritie) | Suècia            | 0                            |       | Bèlgica         | 2               |                            |                            |            |            |  |  |       |       |
|  |                              | Anglaterra        | 2                            |       | Anglaterra      | 0               |                            |                            |            |            |  |  |       |       |
|  | Colòmbia                     | Anglaterra        | 2                            | 1 (3) | Anglaterra      | 0               |                            |                            |            |            |  |  |       |       |
|  | Colòmbia                     |                   |                              | 1 (3) |                 |                 |                            |                            |            |            |  |  |       |       |
|  | Anglaterra                   | 1 (4)             |                              |       |                 |                 |                            |                            |            |            |  |  |       |       |
|  | Anglaterra                   | 1 (4)             |                              |       |                 |                 |                            |                            |            |            |  |  |       |       |

## Vuitens de final

### França vs. Argentina
| França                                            | 4–3     | Argentina                                 |
| ------------------------------------------------- | ------- | ----------------------------------------- |
| Griezmann 13' (p.) · Pavard 57' · Mbappé 64', 68' | Informe | Di María 41' · Mercado 48' · Agüero 90+3' |

### Uruguai vs. Portugal
| Uruguai        | 2–1     | Portugal |
| -------------- | ------- | -------- |
| Cavani 7', 62' | Informe | Pepe 55' |

### Espanya vs. Rússia
| Espanya                                | 1–1 (pr.) | Rússia                                   |
| -------------------------------------- | --------- | ---------------------------------------- |
| Ignaxévitx 12' (p.p.)                  | Informe   | Dziuba 41' (p.)                          |
| Tanda de penals                        |           |                                          |
| Iniesta · Piqué · Koke · Ramos · Aspas | 3–4       | Smólov · Ignaxévitx · Golovín · Txérixev |

### Croàcia vs. Dinamarca
| Croàcia                                        | 1–1 (pr.) | Dinamarca                                            |
| ---------------------------------------------- | --------- | ---------------------------------------------------- |
| Mandžukić 4'                                   | Informe   | M. Jørgensen 1'                                      |
| Tanda de penals                                |           |                                                      |
| Badelj · Kramarić · Modrić · Pivarić · Rakitić | 3–2       | Eriksen · Kjær · Krohn-Dehli · Schöne · N. Jørgensen |

### Brasil vs. Mèxic
| Brasil                   | 2–0     | Mèxic |
| ------------------------ | ------- | ----- |
| Neymar 51' · Firmino 88' | Informe |       |

### Bèlgica vs. Japó
| Bèlgica                                      | 3–2     | Japó                     |
| -------------------------------------------- | ------- | ------------------------ |
| Vertonghen 69' · Fellaini 74' · Chadli 90+4' | Informe | Haraguchi 48' · Inui 52' |

### Suècia vs. Suïssa
| Suècia       | 1–0     | Suïssa     |
| ------------ | ------- | ---------- |
| Forsberg 66' | Informe | Lang 90+4' |

### Colòmbia vs. Anglaterra
| Colòmbia                                   | 1–1 (pr.) | Anglaterra                                    |
| ------------------------------------------ | --------- | --------------------------------------------- |
| Y. Mina 90+3'                              | Informe   | Kane 57' (p.)                                 |
| Tanda de penals                            |           |                                               |
| Falcao · Cuadrado · Muriel · Uribe · Bacca | 3–4       | Kane · Rashford · Henderson · Trippier · Dier |

## Quarts de final

### França vs. Uruguai
| Uruguai | 0–2     | França                     |
| ------- | ------- | -------------------------- |
|         | Informe | Varane 40' · Griezmann 61' |

### Brasil vs. Bèlgica
| Brasil             | 1–2     | Bèlgica                                |
| ------------------ | ------- | -------------------------------------- |
| Renato Augusto 78' | Informe | Fernandinho 13' (p.p.) · De Bruyne 31' |

### Suècia vs. Anglaterra
| Suècia | 0–2     | Anglaterra                  |
| ------ | ------- | --------------------------- |
|        | Informe | Maguire 30' · Dele Alli 59' |

### Rússia vs. Croàcia
| Rússia                                                | 2–2 (pr.) | Croàcia                                      |
| ----------------------------------------------------- | --------- | -------------------------------------------- |
| Txérixev 31' · Fernandes 115'                         | Informe   | Kramarić 39' · Vida 101'                     |
| Tanda de penals                                       |           |                                              |
| Smólov · Dzagóiev · Fernandes · Ignaxévitx · Kuziàiev | 3–4       | Brozović · Kovačić · Modrić · Vida · Rakitić |

## Semifinals

### França vs. Bèlgica
| França     | 1–0     | Bèlgica |
| ---------- | ------- | ------- |
| Umtiti 51' | Informe |         |

### Croàcia vs. Anglaterra
| Croàcia                      | 2–1 (pr.) | Anglaterra  |
| ---------------------------- | --------- | ----------- |
| Perišić 68' · Mandžukić 109' | Informe   | Trippier 5' |

## Partit pel tercer lloc
| Bèlgica                    | 2–0     | Anglaterra |
| -------------------------- | ------- | ---------- |
| Meunier 4' · E. Hazard 82' | Informe |            |

## Final
| França                                                             | 4–2     | Croàcia                     |
| ------------------------------------------------------------------ | ------- | --------------------------- |
| Mandžukić 18' (p.p.) · Griezmann 38' (p.) · Pogba 59' · Mbappé 65' | Informe | Perišić 28' · Mandžukić 69' |